# Sent Roman de Sarnon
Sent Roma de Sarnon (en francès Saint-Rome-de-Cernon) és un municipi del departament francès de l'Avairon, a la regió d'Occitània.